# Anvard
Anvard es la ciudad y castillo donde el rey Lune de Archenland reside. Está construido con piedras rojas marrones, y está fundamentado en un césped verde delante de un canto arbolado alto. En El caballo y su niño, el príncipe Rabadash de Calormen condujo un batallón de doscientos jinetes para la ciudad de Anvard, pero después fue derrotado por el ejército del rey Edmund de Narnia. Así, el castillo de Anvard se convertiría en la residencia oficial de los reyes y reinas de Archenland mucho después del reinado de Luna, gracias al rey Edmund.

## Historia

### El ermitaño de la frontera sur
Shasta y Aravis cruzan el desierto de Calormen y alcanzan al Ermitaño de la frontera sur. Allí, Shasta encuentra al Rey Lune. Él lleva a Shasta para Narnia, pero este último pierde de vista al ejército del rey debido a la espesa niebla. Durante el trayecto, Shasta conversa con Aslan sin saberlo. Luego, al llegar a Narnia, se encuentra con algunos animales parlantes, quienes envían a un venado a Cair Paravel llevando la noticia a los reyes narnianos sobre los planes de conquista de Archenland por parte de los calormenes. La identidad del ermitaño nunca fue clarificada. Él parece ser un equivalente a Coriakin y Ramandu, personajes nombrados en La travesía del Viajero del Alba.

### Ejército de apoyo
Los intentos de Shasta de conseguir ayuda son acertados. El venado Chervy llega a Cair Paravel a tiempo para dar la noticia. De esta manera se forma un ejército de apoyo de Narnia para salvar a Anvard de la invasión calormena. Este ejército se pone bajo las órdenes de la reina Lucy y del rey Edmund, quienes van acompañados del Lord Peridan como portador de la bandera y el blasón de Narnia. El príncipe Corin de Archenland está también en la compañía, pero desafía las órdenes estrictas de los reyes de Narnia de no de participar en la batalla, yendo a la misma para luchar contra los calormenes apoyado por su paje Thornbut. Corin anima a Shasta a sumarse a la batalla.

### Lucha en Anvard
Rabadash planeaba un ataque secreto, pero debido a la cadena de acontecimientos que comienzan con Lasaraleen y Aravis oyendo por casualidad los planes de Rabadash en Tashbaan, Narnia llega a tiempo para impedir a Rabadash y su ejército de hacer una emboscada contra el castillo principal de Archenland. El ejército de apoyo narniano (integrado por jinentes, caballos parlantes, centauros, osos, perros, leopardos, panteras, enanos, y seis gigantes) los derrota. Shasta es ligeramente perjudicado en la batalla. Después de que la batalla termina, el Rey Lune reconoce a Shasta como su hijo perdido hace mucho tiempo, el Príncipe de Archenland y gemelo de Corin.
Después de estos hechos, no hay ninguna otra referencia sobre Anvard en ninguno de los demás libros, aunque una referencia fue hecha acerca del rey Nain de Archenland en El príncipe Caspian, quien sin duda representa a los descendientes restantes de Cor (Shasta) y Aravis.